# Fahrzeugbeleuchtung
Als Fahrzeugbeleuchtung bezeichnet man die lichttechnischen Einrichtungen von Fahrzeugen, die notwendig sind, um bei Dämmerung, Dunkelheit oder bei schlechten Witterungsverhältnissen gesehen zu werden und selbst genug zu sehen. Dabei gibt es bei allen Fahrzeugen eine Standardbeleuchtung, die für die jeweilige Fahrzeugart vorgeschrieben ist. Zusätzliche Beleuchtungseinrichtungen sind möglich. Mit dem Einsatz von Steuerelektronik und Sensoren ergeben sich Lichtautomatiken.

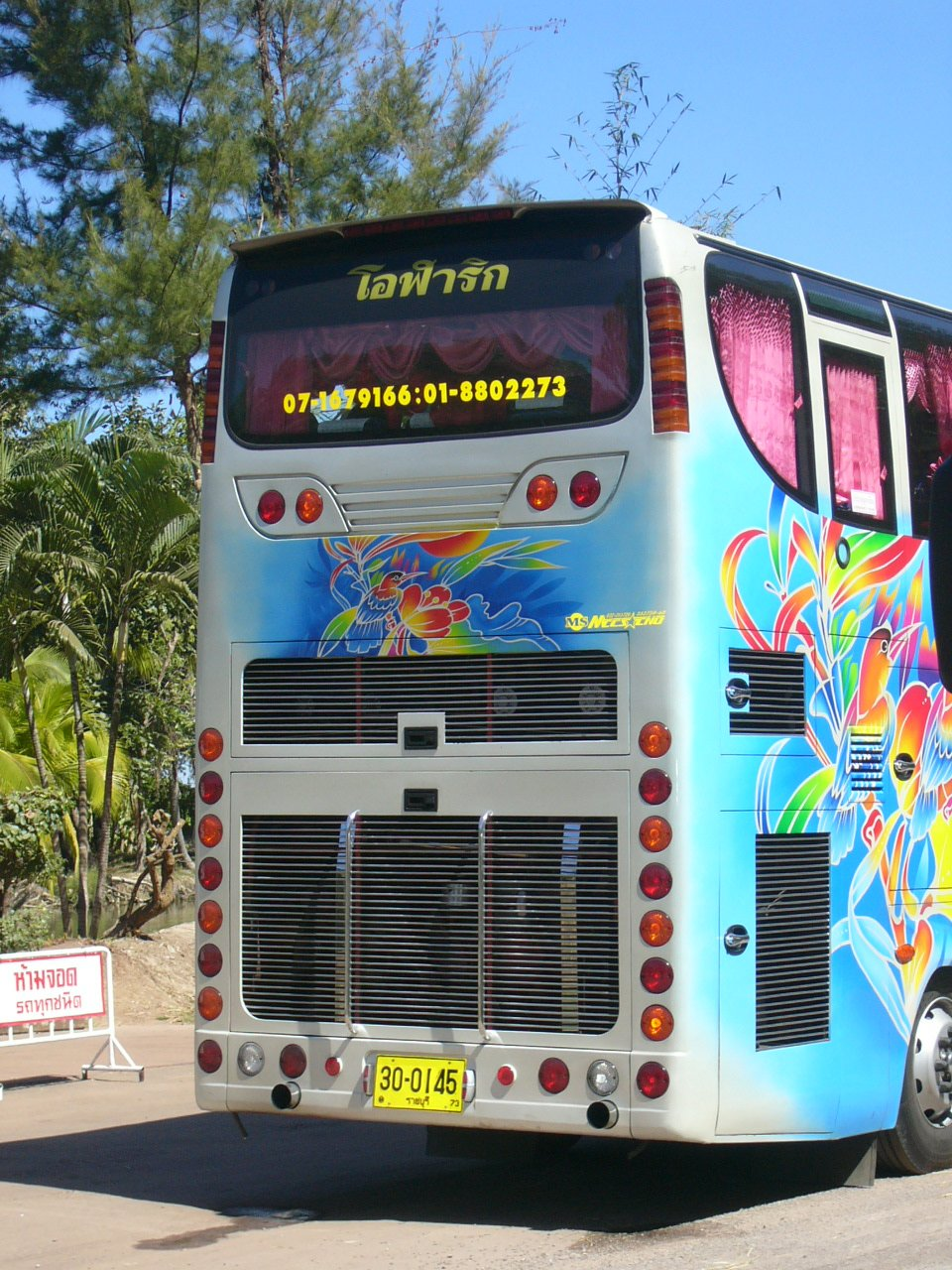
Rücklichter eines thailändischen Reisebusses

Nachfolgend wird jedoch nur die Beleuchtung von Landfahrzeugen dargestellt.

## Kraftfahrzeugaußenbeleuchtung
Prinzipiell gilt, dass nach vorne nur weißes und gelbes Licht strahlen darf, nach hinten nur rotes, weißes und gelbes Licht und zur Seite nur gelbes Licht.

### Personenkraftwagen

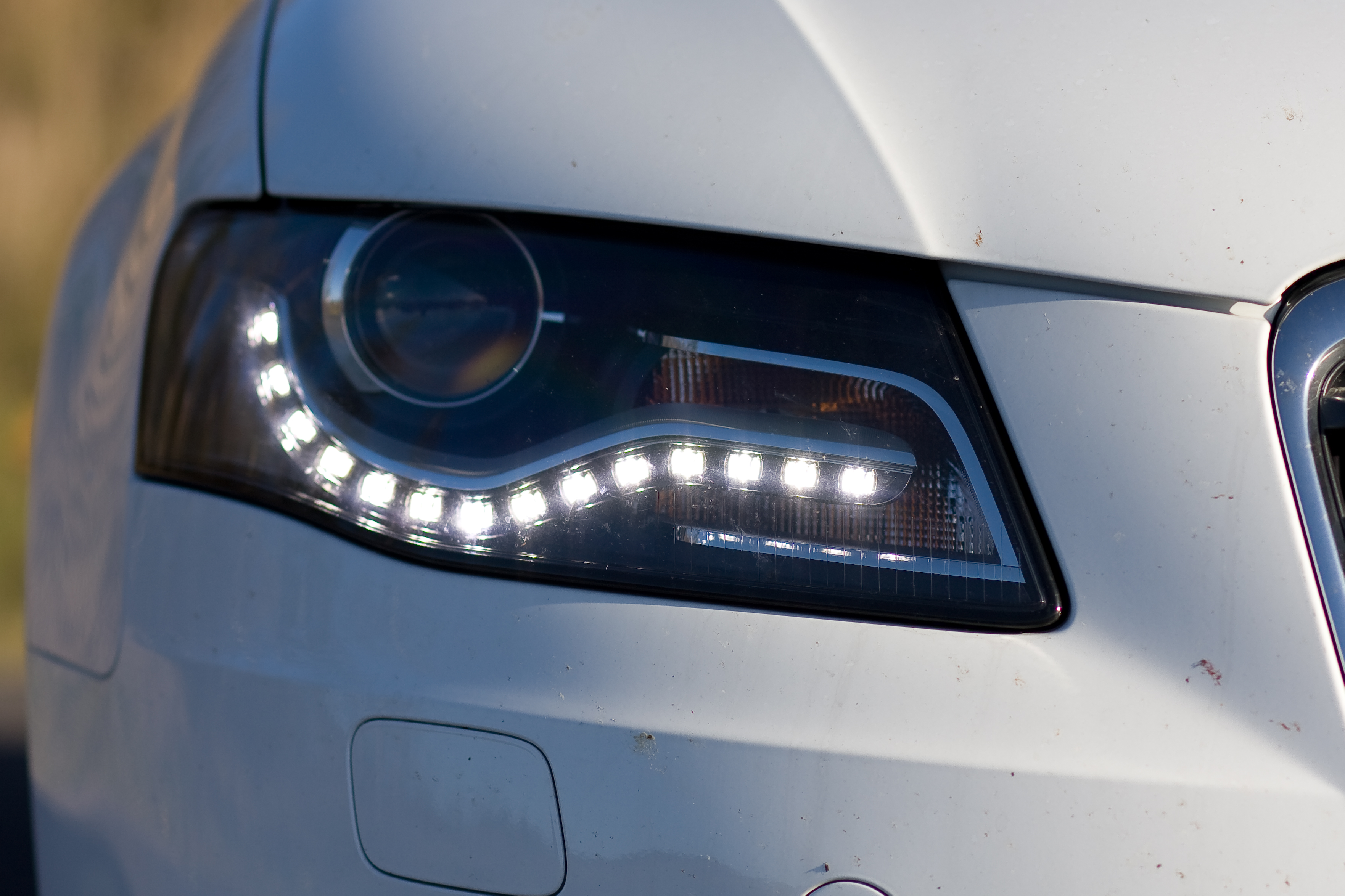
LED-Tagfahrleuchte an einem Audi A4 B8

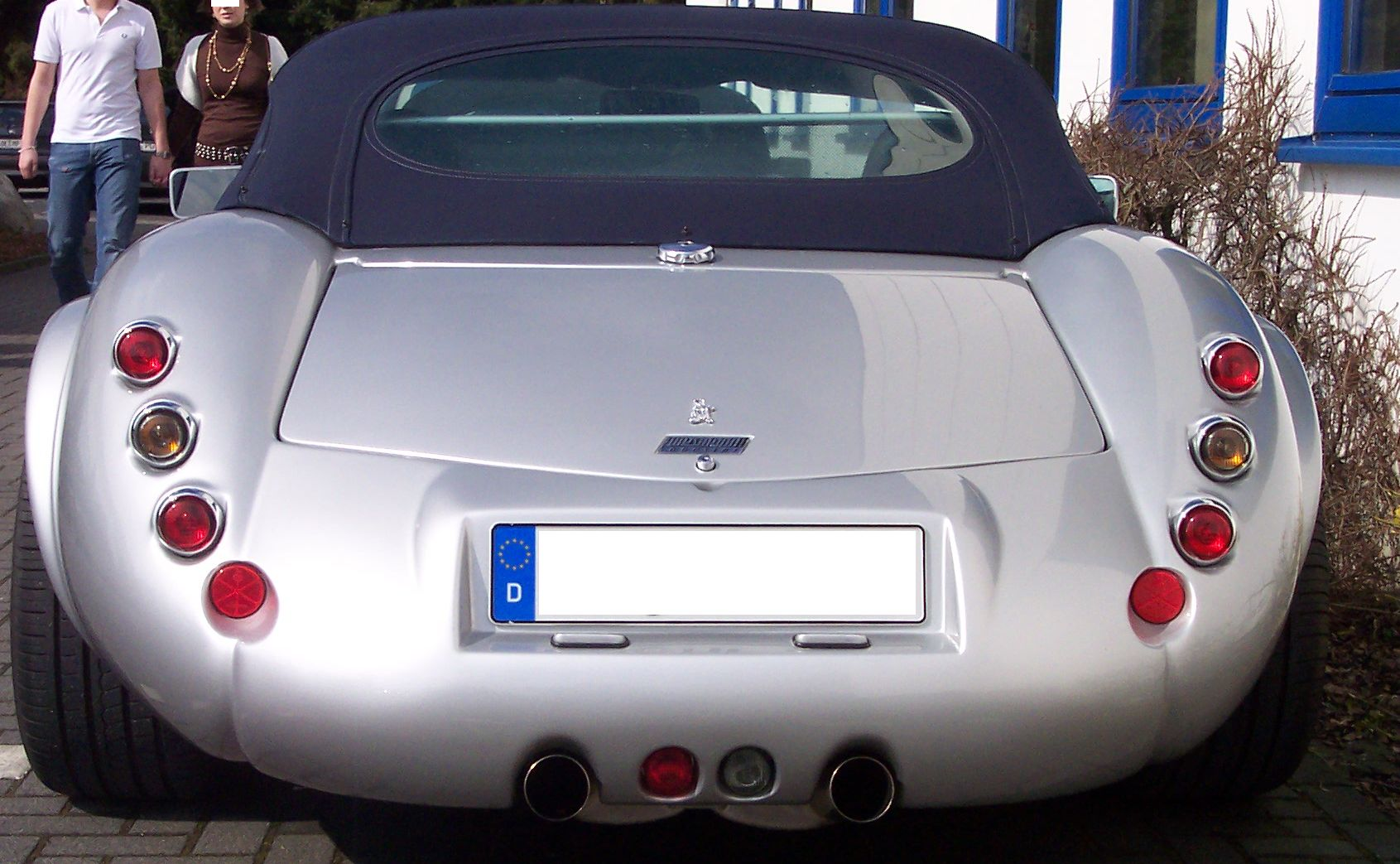
Heck eines Wiesmann Roadster mit einzelnen Leuchten für alle geforderten Funktionen

Als Standard gilt für Personenkraftwagen nach vorne je zwei Leuchten mit:
- Fernlicht zum Ausleuchten der Fahrbahn, wenn kein anderer Verkehrsteilnehmer geblendet wird,
- Abblendlicht, um eine Blendung des Gegenverkehrs und anderer Verkehrsteilnehmer zu vermeiden,
- Standlicht (auch: „Begrenzungslicht“), das gemeinsam mit Abblendlicht oder Fernlicht leuchten muss, so dass auch bei Ausfall einer der anderen Leuchten zumindest die Umrisse des Fahrzeuges für den Gegenverkehr zu erkennen sind,
- ggf. Parklicht bestehend aus einseitigem Standlicht links oder rechts, zum Beispiel zum Parken auf nicht ausreichend beleuchteten Flächen innerorts,
- Fahrtrichtungsanzeiger (ugs. „Blinker“) in oranger Farbe, in USA und Kanada als gelbes Standlicht mitbenutzt, teils auch zur Seite hin wirkend,
- ggf. Nebelscheinwerfer, die eine speziell ausgebildete Streuscheibe haben und sehr tief am Fahrzeug angebracht werden, um bei Sichtbehinderung durch Nebel, Schneefall oder Regen keine Selbstblendung herbeizuführen,
- ggf. Kurvenlicht, bei Betätigung des Blinkers oder bei Kurvenfahrt unter 40 km/h leuchtet ein Zusatzscheinwerfer asynchron zur Fahrbahnseite den Fahrbahnrand aus. Meistens verbaut in Kombination mit Nebelscheinwerfer,
- ggf. Tagfahrlicht, das beim Einschalten der Zündung automatisch eingeschaltet, beim Einschalten der Hauptbeleuchtung abgeschaltet wird. Dies hat eine im Vergleich zum Abblendlicht geringere Lichtleistung und Leistungsaufnahme, dadurch steigt der Verbrauch nur geringfügig an. Die Abweichung von der sonstigen Regel, dass Frontbeleuchtung nur zusammen mit den Rückleuchten aktiviert werden darf, führte anfangs aufgrund des geringen Bekanntheitsgrades zu Irritationen bei Verkehrskontrollen.

nach hinten als Rückleuchten:
- zwei Schlussleuchten in roter Farbe,
- zwei Bremsleuchten in roter Farbe, die wesentlich stärker leuchten als das Schlusslicht. Nach Unionsrecht[1] muss in der EU seit 1998 bei allen Neuwagen zusätzlich eine dritte Bremsleuchte angebracht sein, mittig am Heck, höher als die beiden anderen Bremsleuchten. Der Einbauort ist bei Limousinen, Coupés und Kombis gerne hinter der Heckscheibe oder als Leuchtenband im Heckspoiler, bei Cabriolets in oder auf der Kofferraumklappe,
- zwei Fahrtrichtungsanzeiger wie vorne orange, in USA, Kanada und der Schweiz auch rot, teils umgeschaltete Bremslichter,
- zwei Rückstrahler (rot) mit Retroreflexion,
- Kennzeichenbeleuchtung, die in weißer Farbe das Kfz-Kennzeichen beleuchtet. Alternativ kann auch ein selbstleuchtendes Nummernschild am Fahrzeug montiert werden,
- eine oder zwei Nebelschlussleuchten in roter Farbe,
- einen oder zwei Rückfahrscheinwerfer in weißer Farbe, die aber nur bei eingelegtem Rückwärtsgang Licht ausstrahlen dürfen.

zur Seite:
- ggf. Seitenmarkierungsleuchten in gelb zur besseren Darstellung des Fahrzeugumrisses bei Dunkelheit, wenn sie in der Rückleuchte integriert sind, ist rot auch in der EU verbindlich, in den USA für Fahrzeuge mit Herstellungsjahr ab 1968 empfohlen, ab 1970 vorgeschrieben,[2] in der EU seit 1997 zugelassen und für Fahrzeuge ab 6 Meter Länge seitdem Vorschrift.[3][4]
- ggf. seitliche gelbe Fahrtrichtungsanzeiger, meist weit vorne angebracht.

Darüber hinaus haben Fahrzeuge von Feuerwehr, Polizei und anderen Hilfsorganisationen (z. B. THW) Sondersignale auf dem Dach oder an der Front (Frontkennleuchten).
In manchen Staaten ist auch das Einschalten von Tagfahrlicht vorgeschrieben.

#### Nebelscheinwerfer und Nebelschlussleuchten
Verwendungsbestimmungen in Deutschland
Nebelscheinwerfer und Nebelschlussleuchte dürfen nur bei einer witterungsbedingten Sichtbehinderung verwendet werden. In Deutschland dürfen Nebelschlussleuchten nur dann benutzt werden, wenn durch Nebel (nicht durch Regen- oder Schneefall) die Sichtweite weniger als 50 m beträgt (§ 17 III 5 StVO). Die dann erlaubte Maximalgeschwindigkeit beträgt 50 km/h. Entgegen der weitverbreiteten Auffassung dürfen in Deutschland die Nebelscheinwerfer nicht nur bei Nebel, sondern auch Sichtbehinderung durch Schneefall oder Regen eingeschaltet werden. Ob die Sichtweite weniger als 50 m beträgt, ist für die Nebelscheinwerfer irrelevant. Ein Synonym für die vorderen Nebelscheinwerfer ist daher auch „Schlechtwetterscheinwerfer“, der die Verwendungsbestimmung in Deutschland besser konkretisiert.
Verwendungsbestimmungen in Österreich

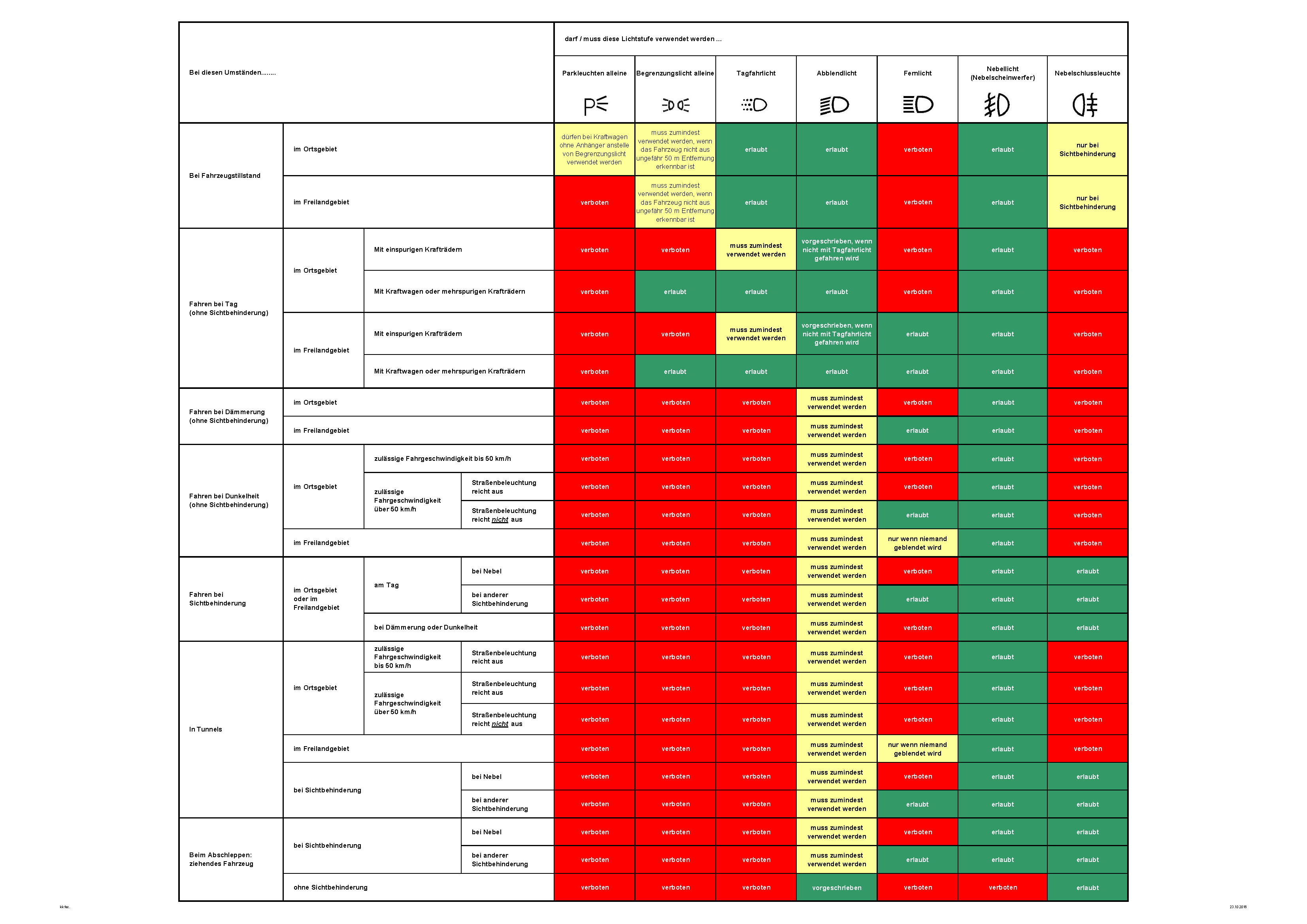
Tabelle: Beleuchtungsvorschriften in Österreich

Folgende Besonderheiten gibt es in Österreich:
- Nebellicht darf immer, also nicht nur bei Nebel, gemeinsam oder anstelle von Abblendlicht verwendet werden
- Für die Verwendung von Nebelschlussleuchten gibt es keine in Metern festgelegte Grenze der Sichtbehinderung, das Einschalten ist also eine Ermessensentscheidung
- Beim Abschleppen muss am ziehenden Fahrzeug zumindest Abblendlicht eingeschaltet sein; am gezogenen Fahrzeug muss – falls notwendig – eine Notbeleuchtung leuchten

#### Spannung und Elektrik
Üblicherweise beträgt die Bordspannung bei Pkw für die Beleuchtung 12 Volt. Bis in die 1970er Jahre gab es noch einige Modelle, bei der die Bordspannung noch 6 Volt war. Wichtig ist, dass die linke und die rechte Fahrzeugseite getrennt überstromgeschützt sind, so dass bei einem Defekt auf jeden Fall eine Seite des Fahrzeuges beleuchtet ist.

### Lastkraftwagen und Busse
Prinzipiell haben diese Fahrzeuge dieselben Beleuchtungseinrichtungen wie Personenkraftwagen. Die Bordspannung beträgt hier meist 24 Volt. Lastkraftwagen und Omnibus müssen bei größerer Länge seitlich gelbe Seitenmarkierungsleuchten besitzen. Ab einer Breite von 1,80 m dürfen Fahrzeuge nach vorne wirkende weiße und nach hinten wirkende rote Umrissleuchten haben, ab einer Breite von 2,10 m müssen diese an den äußersten Punkten vorhanden sein. Der Abstand zur Begrenzungs- bzw. Schlussleuchte muss mindestens 20 cm betragen. Die Leuchten einer Fahrzeugseite dürfen zusammengefasst werden. Am hinteren Ende der beiden Längsseiten vom Anhänger sind je eine nach vorne wirkende weiße Spurhalteleuchte erlaubt.

## Zulassungsbestimmungen Europa
ECE-Prüfzeichen für Scheinwerfer und Heckleuchten (alle ECE-Prüfzeichen sind in der gesamten EU zugelassen):
E1 Deutschland
E2 Frankreich
E3 Italien
E4 Niederlande
E5 Schweden
E6 Belgien
E7 Ungarn
E8 Tschechien
E9 Spanien
E10 Serbien
E11 Vereinigtes Königreich
E12 Österreich
E13 Luxemburg
E14 Schweiz
Scheinwerfer-Ausführung:
A Begrenzungslicht
B Nebellicht
C Abblendlicht
R Fernlicht
CR Fern- und Abblendlicht
C/R Fern- oder Abblendlicht
HC Halogen-Abblendlicht
HR Halogen-Fernlicht
HCR Halogen-Fern- und -Abblendlicht
HC/R Halogen-Fern- oder -Abblendlicht
DC Xenon-Abblendlicht
DR Xenon-Fernlicht
RL Tagfahrlicht
DC/R Bi-Xenon
T Kurvenlicht
K Abbiegescheinwerfer
/ – nicht zusammen einzuschalten
Heckleuchten-Ausführung:
A Begrenzungsleuchte
AR Rückfahrscheinwerfer
F Nebelschlussleuchte
R Schlussleuchte
S1 Bremsleuchte
L Kennzeichenleuchten
2a hintere Blinkleuchte
sonstige Leuchten:
1, 1a, 1b vordere Blickleuchten unterschiedliche Ausführungen
5 zusätzliche Blinkleuchte seitlich für Fahrzeuge bis 6 m Länge
6 zusätzliche Blinkleuchte seitlich für Fahrzeuge länger als 6 m
SM1 Seitenmarkierungsleuchte für alle Fahrzeuge
SM2 Seitenmarkierungsleuchte für Fahrzeuge bis 6 m Länge
Rückstrahler
IA nicht dreieckiger Rückstrahler
Pfeil nach rechts oder Pfeil nach links der Pfeil gibt die Einbaurichtung an und zeigt immer zur Fahrzeugaußenseite. Ist kein Pfeil vorhanden, kann die Leuchte hinten wahlweise rechts oder links eingebaut werden.

## Fahrzeuginnenbeleuchtung

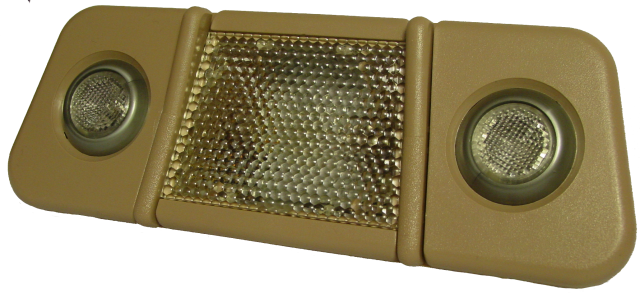
Fahrzeuginnenbeleuchtung vom Opel Omega mit zwei Leseleuchten

Die Fahrzeuginnenbeleuchtung umfasst alle im Innenraum eines Fahrzeuges verwendeten Leuchten, sowohl Leuchten, die der allgemeinen Beleuchtung – wie in einem Wohnraum – dienen, als auch – besonders in Kraftfahrzeugen – die Instrumentenbeleuchtung; Kontroll- und Signalleuchten zählen nicht dazu.
Der allgemeinen Erleuchtung im Personenkraftwagen mit geschlossenem Aufbau dienen meistens im Fahrzeugdach angebrachte Leuchten. Üblicherweise können sie mit Türkontaktschaltern und weiteren Schaltern betätigt werden. Ähnlich sind Handschuhfach- und Gepäckraumbeleuchtungen gestaltet. Leseleuchten sollen für den Fahrer blendfrei sein. Als Lampen dienen überwiegend Soffittenlampen und LEDs.
In größeren Fahrzeugen, z. B. Eisenbahnzügen und Schiffen, werden je nach der im Bordnetz zur Verfügung stehenden elektrischen Spannung auch größere Lampen in haushaltsüblichen Bauformen verwendet.
In Kraftfahrzeugen werden zur Instrumentenbeleuchtung indirekte, meist dimmbare Beleuchtungen mit Glassockellampen oder LEDs verwendet, um Blend- und Reflexionsfreiheit zu erreichen.

## Anhänger
Pkw- und Lkw-Anhänger haben nach vorne gerichtet weiße Rückstrahler oder Begrenzungslichter, wenn sie breiter als das Zugfahrzeug sind. Die rückwärtige Beleuchtung entspricht der von Personenkraftwagen, wobei Rückfahrscheinwerfer entfallen können. Zur Erkennung als Anhänger sind zwei rote gleichseitige Dreiecke mit 15 cm Seitenlänge, mit der Spitze nach oben, als Rückstrahler vorgeschrieben. Seitlich müssen als Seitenmarkierung gelbe Rückstrahler oder Leuchten vorhanden sein. Als Spannungsquelle des Anhängers fungiert das Zugfahrzeug. Es hat eine Anhängersteckdose, die separat zur eigentlichen Anhängerkupplung zu verbinden ist.

## Fahrradbeleuchtung
In Deutschland müssen Fahrräder im öffentlichen Verkehrsraum nach § 67 StVZO mit folgenden Beleuchtungseinrichtungen ausgestattet sein:
- ein Fahrraddynamo mit einer Nennleistung von drei bzw. sechs Watt, deren Nennspannung sechs bzw. zwölf Volt beträgt. Alternativ dazu dürfen auch Batterien oder Akkus beliebiger Nennspannung verwendet werden, sofern diese an die verwendeten Leuchten angepasst ist,
- ein oder zwei nach vorn wirkende Scheinwerfer für weißes Licht,
- mindestens ein nach vorn wirkender weißer Rückstrahler,
- mindestens eine Schlussleuchte für rotes Licht, deren niedrigster Punkt der leuchtenden Fläche sich nicht weniger als 250 mm über der Fahrbahn befindet,
- ein mit dem Buchstaben Z gekennzeichneter roter Großflächen-Rückstrahler zwischen 250 und 1200 mm über der Fahrbahn (die Schlussleuchte und der Rückstrahler dürfen in einem Gerät vereinigt sein),
- nach vorn und nach hinten wirkende gelbe Rückstrahler an den Fahrradpedalen,
- mindestens zwei um 180° versetzt angebrachte, nach der Seite wirkende gelbe Speichenrückstrahler an den Speichen des Vorderrades und des Hinterrades oder ringförmig zusammenhängende retroreflektierende weiße Streifen an den Reifen oder Felgen oder in den Speichen des Vorderrades und des Hinterrades oder rückstrahlende Speichen oder Speichenhülsen.

Zusätzlich sind zulässig:
- eine zusätzliche, auch im Stand wirkende Schlussleuchte für rotes Licht,
- zusätzliche, nach den Seiten wirkende gelbe rückstrahlende Mittel,
- Fahrtrichtungsanzeiger bei mehrspurigen Fahrrädern und bei Fahrrädern, bei denen der Aufbau die Handzeichen verdeckt.

In einigen Punkten sind diese Bestimmungen der StVZO bereits überholt. Es gibt inzwischen nach StVZO zugelassene Rücklichter, die Rücklicht und Standlichtfunktion in einer einzigen Leuchte vereinigen, und Fahrradscheinwerfer, die nach vorn eine Standlichtfunktion besitzen.
Es gilt für alle Fahrräder:
- Der Scheinwerfer und die vorgeschriebene Schlussleuchte brauchen nicht fest am Fahrrad angebracht zu sein; sie sind jedoch mitzuführen und wenn erforderlich (d. h. bei Dunkelheit oder schlechter Sicht) anzubringen und zu benutzen.
- Scheinwerfer und Schlussleuchte brauchen nicht zusammen einschaltbar zu sein, wenn sie nicht dynamobetrieben sind.
- Die Beleuchtungsvorschriften gelten auch für Mountainbikes, soweit sie im öffentlichen Verkehrsraum gefahren werden.

In Österreich gelten die Beleuchtungsvorschriften für Rennräder nur für solche mit über zwölf Kilogramm Eigengewicht des Fahrrads. Außerdem darf die Beleuchtung mit Batterien oder mit Akkus betrieben und tagsüber abgenommen werden. Nach hinten dürfen auch rote Leuchtdioden verwendet werden.

## Sonderformen

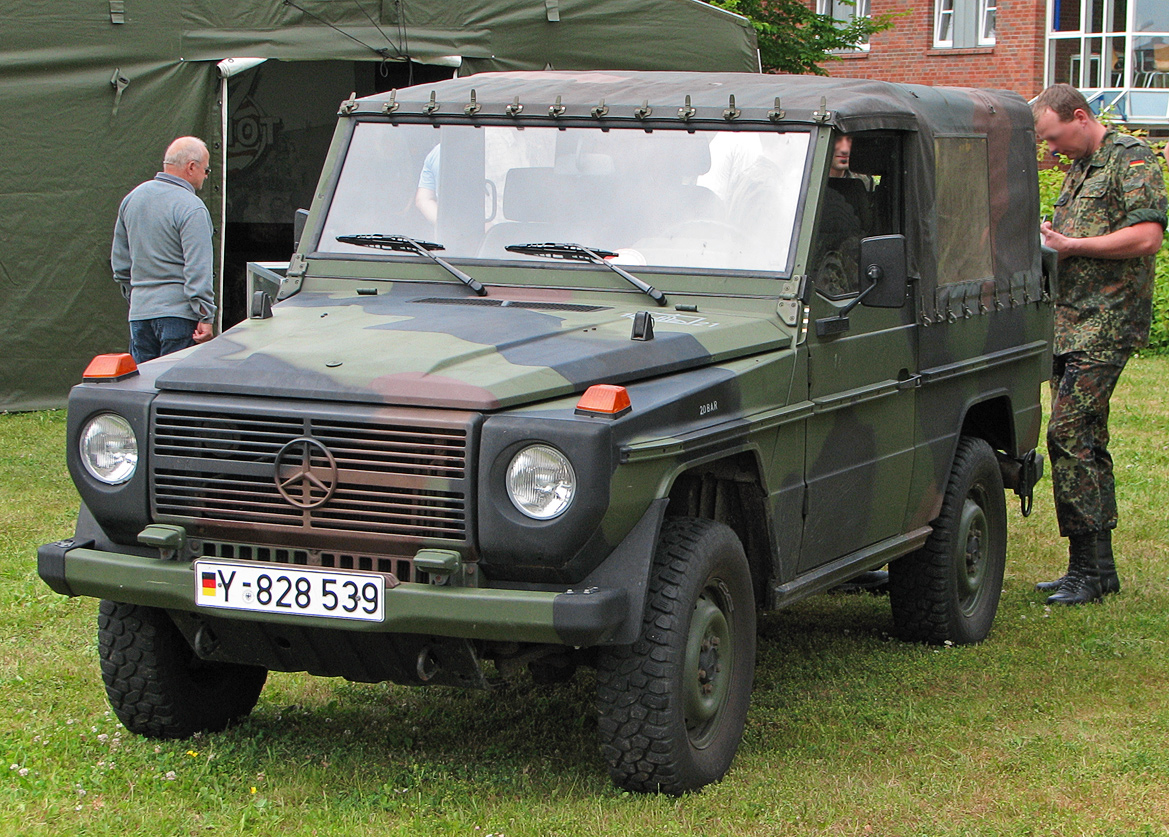
MB 250GD „Wolf“ kurz;
links und rechts neben dem Kennzeichen die Tarnscheinwerfer

- Fahrzeuge, auf die im Verkehr besonders geachtet werden muss, haben oft ein oder mehrere gelbrote (orange) Rundumkennleuchten. Das können z. B. Fahrzeuge zur Straßenerhaltung oder Müllabfuhr, aber auch Sondertransporte oder Gefahrguttransporte sein.
- Einsatzfahrzeuge haben blaue Rundumkennleuchten und teilweise blaue Frontblitzer
- militärische Fahrzeuge haben zusätzlich noch einen sogenannten Tarnkreis. Dazu gehören spaltförmige Tarnscheinwerfer an der Fahrzeugfront, Tarnschlussleuchten sowie Tarnbremsleuchten und ein Leitkreuz an der Unterseite des Fahrzeughecks.

Weiterhin gibt es passive lichttechnische Einrichtungen wie Reflektoren, die in Form einer Konturmarkierung die Sichtbarkeit eines ansonsten schwierig zu erkennenden Fahrzeugs deutlich verbessern; beispielsweise eines quer zur Fahrspur stehenden LKWs. Voraussetzung ist hierfür eine Beleuchtung des markierten Fahrzeuges. Diese muss im etwa gleichen Winkel wie der Betrachter zum beleuchteten Objekt steht erfolgen, so wie es bei einem Autoscheinwerfer zu dem Fahrer der Fall ist.

## Schienenfahrzeugbeleuchtung
Straßenbahn- und U-Bahn-Fahrzeuge in Deutschland haben – wie die alten Kfz-Regelungen (s. u.) – anstatt rotes, eventuell auch gelbes Bremslicht. Solche Fahrzeuge, die unter der Eisenbahn-Bau- und Betriebsordnung als Eisenbahn verkehren, müssen ein weißes Spitzensignal besitzen. Dieses ist gegebenenfalls manuell zuschaltbar.

## Historisches
Von 1936 bis 1993 mussten in Frankreich alle Hauptscheinwerfer, Nebelscheinwerfer und Fernscheinwerfer in gelbem Licht strahlen, da dieses, damaligen Untersuchungen zufolge, weniger blendend sei als weißes Licht. Dabei kam es sowohl bei französischen als auch importierten Fahrzeugen vor, dass diese statt gelber Scheinwerfergläser auch farblose Gläser mit gelb strahlender Glühlampe haben konnten. Die einheitliche Definition des gelblichen Farbtons erfolgte in ECE-Regelung Nr. 19 für Nebelscheinwerfer, dort als „Selective Yellow“ bezeichnet.
In Frankreich blieb man lange bei den gelben Fahrzeugscheinwerfern, da dem Nachteil der etwas geringeren Lichtausbeute einige Vorteile des langwelligen gelben Lichts gegenüberstanden: Diese sind u. a. die geringere Blendung des Gegenverkehrs, die Verringerung der Gefahr von Wildunfällen, da Tiere nicht im Scheinwerferlichtkegel erstarren, sondern flüchten, zudem bessere Wahrnehmung von Konturen und Schlaglöchern in der Fahrbahn sowie bessere Sicht bei Regen und Nebel. Im Zuge der Angleichung innerhalb der EU wurde ab dem 1. Januar 1993 allerdings in Frankreich auf weiße Frontbeleuchtung umgestellt.
Die gelben Scheinwerfer im Straßenverkehr hatten zur Folge, dass in Frankreich im Schienenverkehr Loks mit nur zwei – statt wie international üblich drei – Frontleuchten eingesetzt wurden; da im Eisenbahnverkehr mit weißer Frontbeleuchtung gefahren wurde, war eine Verwechslung nicht möglich. Gelbe Scheinwerfer sind in Frankreich zwar praktisch vollkommen aus dem Straßenbild verschwunden, aber weiterhin zulässig.
In Deutschland sind verschiedene alte Regelungen noch gültig. So darf zum Beispiel ein Fahrzeug mit der Erstzulassung vor 1970 rote Blinker, mit der Erstzulassung vor 1983 der Blinker eine Doppelfunktion als Bremslicht somit gelbes Bremslicht, mit der Erstzulassung vor 1974 einen Winker anstatt eines Blinkers besitzen. Für Fahrzeuge mit einer Zulassung nach 2011 ist Tagfahrlicht vorgeschrieben.
Eine Nachrüstpflicht für Warnblinklicht besteht für jedes Baujahr.

## Fachliteratur
- Jürgen Kasedorf, Richard Koch: Service-Fibel für die Kfz-Elektrik. Vogel Business Media, 15. Auflage 2007, ISBN 978-3-8343-3098-7
- Robert Bosch GmbH (Hrsg.); Konrad Reif (Autor), Karl-Heinz Dietsche (Autor) und 160 weitere Autoren: Kraftfahrtechnisches Taschenbuch. 27. Auflage, Vieweg + Teubner, Wiesbaden 2011, ISBN 978-3-8348-1440-1
- Rudolf Hüppen, Dieter Korp: Autoelektrik alle Typen. Motorbuchverlag, Stuttgart, ISBN 3-87943-059-4